# جان تی. اسکوپس
جان توماس اسکوپس (به انگلیسی: John Thomas Scopes) (زادهٔ ۳ اوت ۱۹۰۰-درگذشتهٔ ۲۱ اکتبر ۱۹۷۰ میلادی) یک آموزگار در شهر دیتن، تنسی بود. وی در ۵ مهٔ ۱۹۲۵ میلادی متهم به نقض فرمان اجرایی باتلر ایالت تنسی که آموزش فرگشت را در مدارس تنسی ممنوع کرده بود شد. او در پرونده ای که به نام محاکمه اسکوپس شناخته می‌شود از خود دفاع کرد که در آن متهم شناخته شد و محکوم به پرداخت ۱۰۰ دلار شد.

## ابتدای زندگی
اسکوپس در سال ۱۹۰۰ متولد شد. پدر وی توماس اسکوپس و مادرش ماری آلوا براون بودند که مزرعه ای در پدوکا، کنتاکی داشتند. او پنجمین فرزند و تنها پسر خانواده بود. خانواده اش بعدها و زمانی که او نوجوان بود به دنویل، ایلینوی نقل مکان کردند. در سال ۱۹۱۷ وی به سیلم، ایلینوی رفت جایی که او یکی از اعضای کلاس دبیرستان سالم بود. جان توماس اسکوپس برای مدت کوتاهی و پیش از آنکه به دلایل مسایل سلامت آنجا را ترک کند به دانشگاه ایلینوی در اربانا-شمپین رفت. او مدرکش را در سال ۱۹۲۴ از دانشگاه کنتاکی و در رشتهٔ اصلی حقوق و رشتهٔ فرعی زمین‌شناسی گرفت. اسکوپس پس از آن به دیتون رفت جایی که او در یکی از دبیرستانهای رئا به نام سیلم و به عنوان مربی فوتبال آمریکایی در آنجا مشغول به کار شد و گاهی از اوقات به عنوان معلم جایگزین و زمانی که معلمان اصلی سر کلاس نمی‌آمدند تدریس می‌کرد.

## محاکمه
اسکوپس با شرکت در محاکمه معروف به محاکمه میمون اسکوپس به دنبال اتحادیه آزادی‌های شهروندی آمریکا آمد و با پشتیبانی مالی آن رویه قضایی و یک پروندهٔ آزمایشی که یکی از مواد قانون اساسی را به نام قانون اجرایی باتلر را به چالش می‌کشد را برآورد و از آن‌ها خواست تا اگر امکان دارد از این معلم ساکن تنسی در مقابل قانون اجرایی باتلر دفاع کنند. کلارنس دارو از او در این محاکمه دفاع کرد. اما او در این دادگاه محکوم شناخته شد و به پرداخت ۱۰۰ دلار جریمه وادار شد. این حکم برای تجدید نظر به دیوان عالی تنسی رفت؛ و به دلیل آنکه جریمه را قاضی به جای هیئت منصفه صادر کرده بود رأی برگردانده شد. اما فرمان اجرایی باتلر تا ۱۸ مه ۱۹۶۷ در قانون باقی ماند تا زمانی که توسط مجمع عمومی تنسی ملغی شد.

## سالهای پس از محاکمه

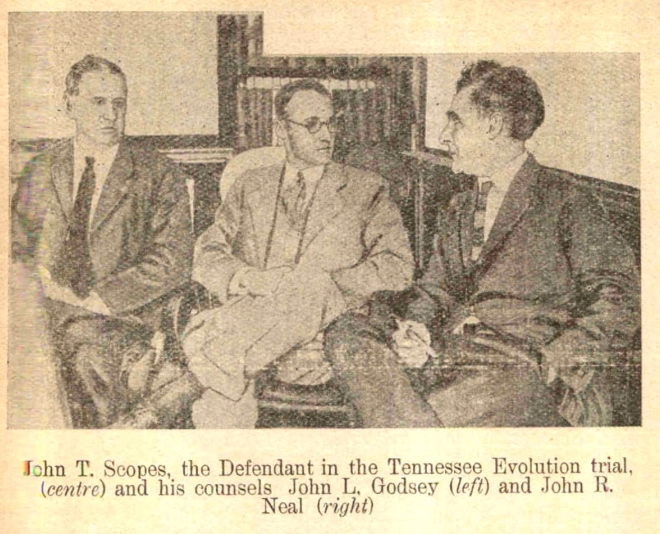
جان تی اسکوپس

پس از محاکمه جان توماس اسکوپس بورس تحصیلی را از طرف دانشگاه شیکاگو برای تحصیل در رشتهٔ زمین‌شناسی بدست آورد. سپس در همین رشته در شرکت گلف اویل و در کشور ونزوئلا و در آمریکای جنوبی مشغول به کار شد. در آنجا او با همسرش میلدرد آشنا شد و سپس ازدواج کرد. وی در کلیسای کاتولیک غسل تعمید گرفت. او پس از آن برای سال سوم تحصیلات تکمیلی به دانشگاه شیکاگو بازگشت. پس از دو سال و بدون کار در رشته حرفه‌ای اسکوپس به عنوان زمین‌شناس در شرکت گاز یونایتد و جایی که او در هیوستون ذخایر نفتی را مطالعه می‌کرد مشغول به کار شد و پس از آن تا زمان بازنشستگی در شریوپورت، لوئیزیانا بود.

## زندگی شخصی و مرگ
اسکوپس با میلدرد الیزابت اسکوپس (با نام فامیلی اصلی والکر) ازدواج کرد. (۱۹۹۰–۱۹۰۵) آن‌ها از این ازدواج دو فرزند پسر با نام‌های جان توماس جی. آر و ویلیام کلمنت «بیل» داشتند. اسکوپس در تاریخ ۲۱ اکتبر ۱۹۷۰ میلادی و بر اثر سرطان در شریوپورت، لوئیزیانا و در سن ۷۰ سالگی درگذشت.